# Geophilus minimus
Geophilus minimus är en mångfotingart som beskrevs av Karl Wilhelm Verhoeff 1928. Geophilus minimus ingår i släktet Geophilus och familjen storjordkrypare.
Artens utbredningsområde är Italien. Inga underarter finns listade i Catalogue of Life.